# Tola Korian
Tola Korian, właśc. Antonina Maria Kopczyńska, secundo voto Terlecka (ur. 23 stycznia 1911 w Poznaniu, zm. 3 marca 1983 w Londynie) – polska aktorka, pieśniarka oraz pedagog.

## Życiorys
Urodziła się w rodzinie Kajetana Kopczyńskiego (1879–1940), aktora, śpiewaka, i Marii Janowskiej-Kopczyńskiej, śpiewaczki, reżyserki operowej. Początkowo kształciła się w Poznaniu (Gimnazjum Urszulanek oraz w Studium dla Dzieci przy Konserwatorium Muzycznym w Poznaniu), od 1921 w Akwizgranie, następnie w Wyższej Szkole Dramatycznej w Lipsku. Już podczas studiów pod ps. Tola Janowska występowała na scenach niemieckich w Lipsku, Zwickau, Kołobrzegu i Kassel. Od 1931 r. poświęciła się pieśniarstwu. Śpiewała utwory ludowe, rodzajowe, tradycyjne, nowoczesne w dziewięciu językach. Dawała recitale w Berlinie, Lipsku, Monachium. W 1931 r. wróciła do Poznania. W latach 1932–1933 występowała w kabaretach literacko-artystycznych: „Różowa Kukułka”, „Klub Szyderców” (Poznań), „Banda”, „Femina” (Warszawa), a także Teatrze Polskim w Warszawie. W 1933 r. wystąpiła w roli klientki Zosi w filmie Jego ekscelencja subiekt. W 1934 r. występowała w Teatrze Kameralnym w Moskwie. W tym samym roku przeniosła się do Paryża, gdzie studiowała u Yvette Guilbert. W latach 1935–1939 występowała na scenkach literackich i w kabaretach. W sezonie 1936/1937 śpiewała w Warszawskim Teatrze 13 Rzędów oraz w sezonie 1937/1938 w Małym Qui-Pro-Quo, a także w Poznaniu i Krakowie, skąd udała się na występy do Londynu, Aten, Moskwy. Jej repertuar liczył już wówczas ponad czterysta pozycji w kilkunastu językach i dialektach.
W czasie II wojny światowej dawała koncerty dla oddziałów wojska polskiego oraz była sekretarką tygodnika „Polska Walcząca” wychodzącego w Anglii pod red. Tymona Terleckiego – wkrótce jej drugiego męża.
Po wojnie, od 1948 r. dawała koncerty m.in. w Paryżu, Belgii, Kanadzie, Stanach Zjednoczonych, Francji, Włoszech. Mieszkając w Londynie, od 1949 brała udział w programach Mariana Hemara, występowała też w sekcji francusko-kanadyjskiej, potem polskiej radia BBC oraz w brytyjskiej telewizji. Grała w Teatrze ZASP w Londynie. Od 1965 r. mieszkała w Chicago, gdzie w 1969 ukończyła romanistykę i literaturę porównawczą (wykorzystywaną zwłaszcza do analiz rozwoju pieśni), a w 1977 uzyskała doktorat. Wykładała język i literaturę francuską na uniwersytetach w Indiana, Chicago i St. Xavier’s College w Chicago. W 1978 wróciła do Londynu. Tu grała m.in. w telewizyjnej adaptacji „Małej Apokalipsy” Tadeusza Konwickiego.
Dwukrotnie zamężna. Jej pierwszym mężem był malarz Aleksander Żyw, drugim, od 28 listopada 1946 – krytyk literacki i teatralny Tymon Terlecki.
10 marca 1978 Antonina Terlecka i jej mąż Tymon zostali odznaczeni przez Prezydenta RP na Uchodźstwie Krzyżem Oficerskim Orderu Odrodzenia Polski.